# Liga e Dytë
Liga e Dytë (Langform: Liga e Dytë e Futbollit të Kosovës) ist die dritthöchste Fußballliga des kosovarischen Fußballs, ausgerichtet von der Federata e Futbollit e Kosovës.

## Mannschaften 2022/23
- KF Bashkimi Koretin
- KF Behar Vitomirica
- KF Dardanët
- KF Dardania
- FC Prizren
- KF Dinamo Ferizaj
- KF Kosova VR
- KF KEK
- KF Gjakova
- KF Lepenci
- KF Australia
- KF Shkëndija Hajvali
- KF Rilindja Pristina
- KF Sharri
- KF Vitia
- KF Besa

## Alle Meister seit 2016
- 2015/16: Gruppe A – KF Deçani / Gruppe B – KF Ulpiana Lipljan
- 2016/17: Gruppe A – KF Onix Banjë / Gruppe B – KF Bashkimi Koretin
- 2017/18: Gruppe A – KF Gryka / Gruppe B – KF Arbëria Lipljan
- 2018/19: Gruppe A – KF UV Malisheva / Gruppe B – KF Ulpiana Lipljan
- 2019/20: KF Kika Hogosht
- 2020/21: KF Fushë Kosova
- 2021/22: KF Vjosa Shtimë